# چک ۱۱۰/۷ آر
چک ۱۱۰/۷ آر (به انگلیسی: Chak No. 110/7R) یک روستا در پاکستان است که در پنجاب واقع شده‌است. چک ۱۱۰/۷ آر ۷٬۵۰۰ نفر جمعیت دارد و ۱۵۲٫۴ متر بالاتر از سطح دریا واقع شده‌است.